# Жданко, Юрий Иванович
Юрий Иванович Жданко (18 января 1931, Витебск, Белорусская ССР — 17 февраля 1998, Витебск, Беларусь) — воспитанник моторазведывательной роты 332-й стрелковой дивизии. Партизан.

## Биография
Родился в Витебске в семье рабочего Ивана Егоровича Жданко и учительницы Марии Терентьевны Жданко, в семье был третьим ребёнком. Отец умер вскоре после его рождения. Юрий Жданко учился в 52-й витебской школе, и к началу войны окончил второй класс.
Старший брат Николай был военным и сразу попал на фронт. Сестра Татьяна, работавшая учительницей, была расстреляна немцами 9 июля 1941 года. Юрий с матерью покинули город. Мосты были взорваны, и отступающая 332-я стрелковая дивизия нуждалась в проводнике; Юра показал бойцам брод через Касплю. Командир подразделения уговорил мать отпустить Юру с ними. (В дальнейшем мать тоже перейдёт линию фронта, будет работать в полевом госпитале.) Юра был зачислен на довольствие в качестве воспитанника.
С 15 декабря 1941 года Юрий Жданко официально числился в рядах Красной Армии. Был привлечён к разведке, под видом местного жителя собирая сведения о расположении вражеских частей.
В 1942 году участвовал в операции по уничтожению моста через Березину в качестве проводника. В ходе операции сапёр Н. И. Нестерович, закладывавший взрывчатку, не успел удалиться на достаточное расстояние и был контужен взрывом; Юра, проявляя смекалку, помог ему покинуть место проведения диверсии, за что был представлен к медали «За отвагу», которая была вручена приказом от 5 июня 1943 года. Позднее получил должность батальонного телефониста. В январе 1942 года был заброшен в партизанский отряд, действовавший в Понизовском районе Смоленской области. В доме деревенского старосты Власа Фёдорова, имевшего связи с партизанами, проживал высокопоставленный немецкий офицер. Дед Влас выдавал Юру за своего внука; Юра помогал «своему деду» по хозяйству. Улучив момент, он выкрал из сейфа офицера план операции по разгрому партизан, и вместе с «дедом» они ушли в отряд. Прилетевший ночью самолёт вывез на «большую землю» добытые документы, раненых партизан и самого Юру. За выполнение задания получил благодарность Климента Ворошилова и в декабре 1942 года был досрочно (в 11 лет, что является одним из редчайших случаев) принят в комсомол. Летом 1943 года вывел своё подразделение из окружения, за что был награждён орденом Красной Звезды. Во время боя подобрал и вынес в безопасное место трёхлетнюю девочку, в результате при определении в детский дом получившую его фамилию.
Во время выполнения заданий Жданко неоднократно получал ранения. Последнее окончательно прервало его службу в армии: в феврале 1944 года в боях под Верхнедвинском (по другим данным, в марте в боях за станцию Дретунь в Полоцком районе) он получил контузию и повреждения ног и был перевезён на лечение в калининский госпиталь. Проведя на лечении полгода, после выписки получил направление в Горьковское суворовское училище (впоследствии Московское), однако не был принят по состоянию здоровья. После этого окончил школу фабрично-заводского обучения, получив специальность сварщика.
По специальности работал в Калининграде, Ульяновске. В 1951 году нашёл мать и брата, вместе они вернулись в Витебск. C 1952 по 1955 год проходил срочную службу в Венгрии в десантных войсках в звании старшины батареи. Демобилизовавшись, продолжил рабочую карьеру на стройках Монголии, Польши, Чехословакии, Венгрии, Франции и ГДР.
В сентябре 1958 года женился, в браке родилось две дочери. Семья жила в Витебске. В 1985 году был награждён орденом Отечественной войны І степени. В Витебске строил одно из зданий Комбината шёлковых тканей, затем работал на Витебском заводе электроизмерительных приборов и заводе «Эвистор», откуда ушёл на пенсию в 1986 году. Но будучи пенсионером, продолжал работать сварщиком, в частности, в Институте технической акустики (филиале Институте физики твёрдого тела).
Умер 17 февраля 1998 года от инсульта. Похоронен на кладбище в Андроновичах Витебского района.

## Семья
- Отец: Иван Егорович Жданко[8]
- Мать: Мария Терентьевна Жданко[8]
- Брат: Николай Иванович Жданко[8]
- Сестра: Татьяна Ивановна Жданко[8]

## Память
- Документальный фильм «Обелиски. Разведчик Юрий Жданко.» (2006)
- Юра Жданко послужил прототипом повести В. О. Богомолова «Иван».

### Сноски
1. ↑  По словам Марии Гореликовой, ведущего научного сотрудника Белорусского государственного музея истории Великой Отечественной войны, Юра показал бойцам брод через Западную Двину и помог им перебраться на другой берег. Вернуться назад Юре не удалось, так как к покинутому ими берегу вышли преследовавшие их немцы (см. Маршал, 2019, 12 мин 49 с).
2. ↑  Источники расходятся в деталях: согласно одним, Юра улучил момент, когда офицер оставил сейф открытым[12]; по другим, когда офицер ненадолго оставил на столе ключ от сейфа, Юра сделал его оттиск на воске; по этому оттиску в отряде был изготовлен дубликат, которым в дальнейшем Юра открыл сейф.[8]
3. ↑  Комсомольский билет № 17445061 был выдан Юрию Ивановичу Жданко политотделом 332-й стрелковой дивизии в декабре 1942 года. См. Веремейчик, 1970; Левина, 1975; Маршал, 2019, 29 м 53 с.
4. ↑  В конце второго года службы Жданко столкнулся со своим знакомым по фронту командиром батальона Фёдором Таранцом, сильно удивившимся встрече: «Как ты в армии оказался? Ведь фронтовикам год войны за два зачитывается». Как оказалось, Юре было неудобно рассказывать призывной комиссии свою историю: «Сверстники его служат — а он нет».[6]